# Joachim Rosenow

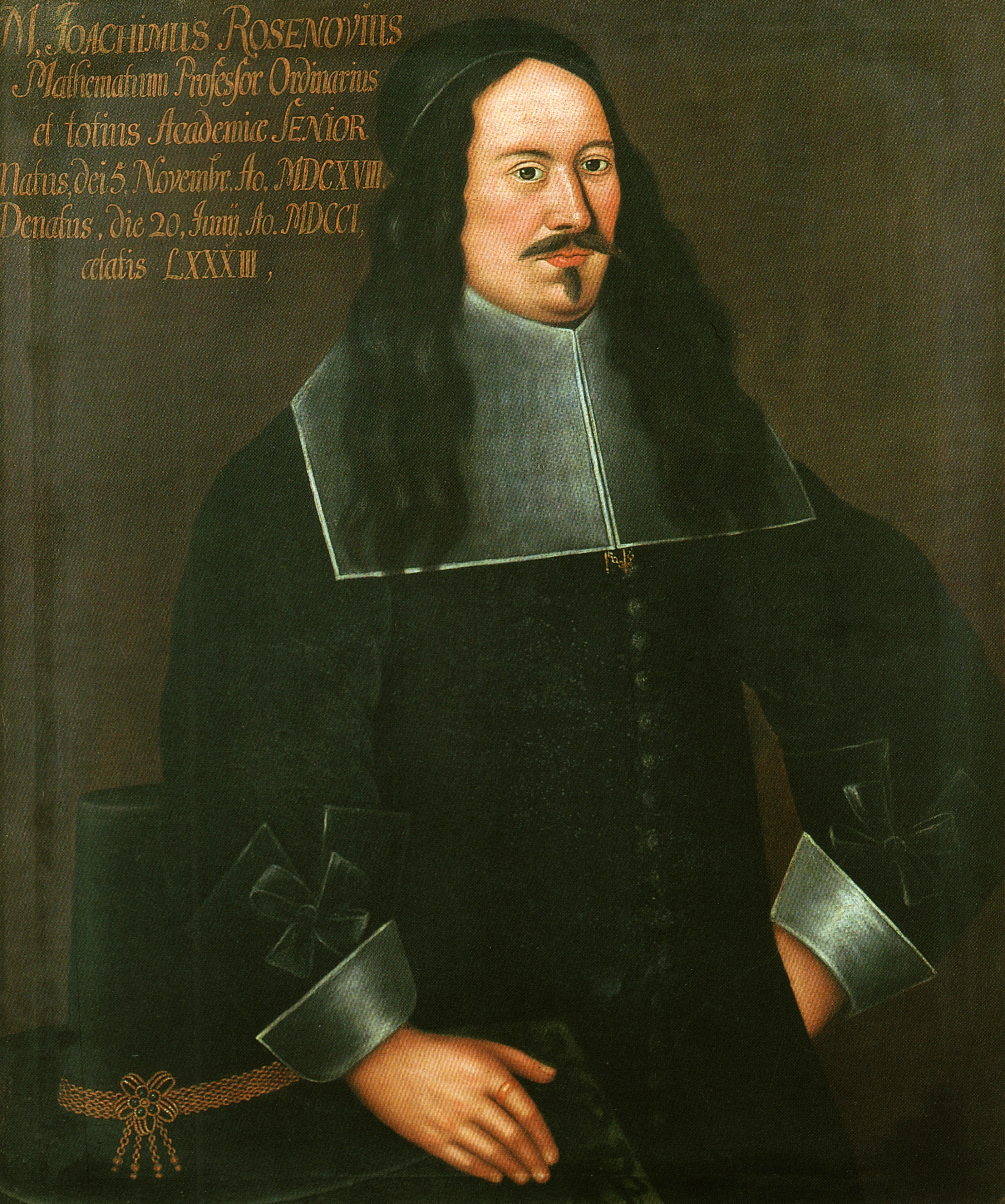
Joachim Rosenow

Joachim Rosenow (* 5. November 1618 in Anklam; † 20. Juni 1701 in Greifswald) war ein deutscher Professor für Mathematik.

## Leben
Joachim Rosenow war der Sohn des Anklamer Bierbrauers Michael Rosenow und Lucia Schröder. Er wuchs im Hause der Großmutter auf, die nach dem Tode des Vaters auch die Erziehung übernahm. Nachdem seine Mutter den Anklamer Ratmann Joachim Schröder geheiratet hatte, wurde er erst von Privatlehrern erzogen und kam dann auf das Pädagogium Stettin.
1633 ging er an die Universität Greifswald, hörte dort theologische Vorlesungen bei Bartholomäus Battus, Balthasar Rhaw und Abraham Battus, erlernte aber auch die Grundlagen der Mathematik. Nach neunjährigem Studium in Greifswald ging Rosenow nach Königsberg, hörte weiter theologische Vorlesungen und studierte bei dem Mathematiker Albert Linemann.
Nach Greifswald zurückgekehrt setzte Rosenow mit Unterstützung des Stipendium Wakenitzianum seine Studien fort und erwarb 1653 den Magistergrad. 1658 wurde er ordentlicher Professor für Mathematik. Er beschäftigte sich hauptsächlich mit Astronomie, insbesondere der Chronologie.
1664 heiratete Joachim Rosenow die Witwe Anna Justina Corswant († 1683) und 1687 die Witwe Catharina Sperling. Die Ehen blieben kinderlos.